# Parametopa kervillei
Parametopa kervillei is een vlokreeftensoort uit de familie van de Stenothoidae. De wetenschappelijke naam van de soort is voor het eerst geldig gepubliceerd in 1901 door Chevreux.